# Parksanatorium Pankow

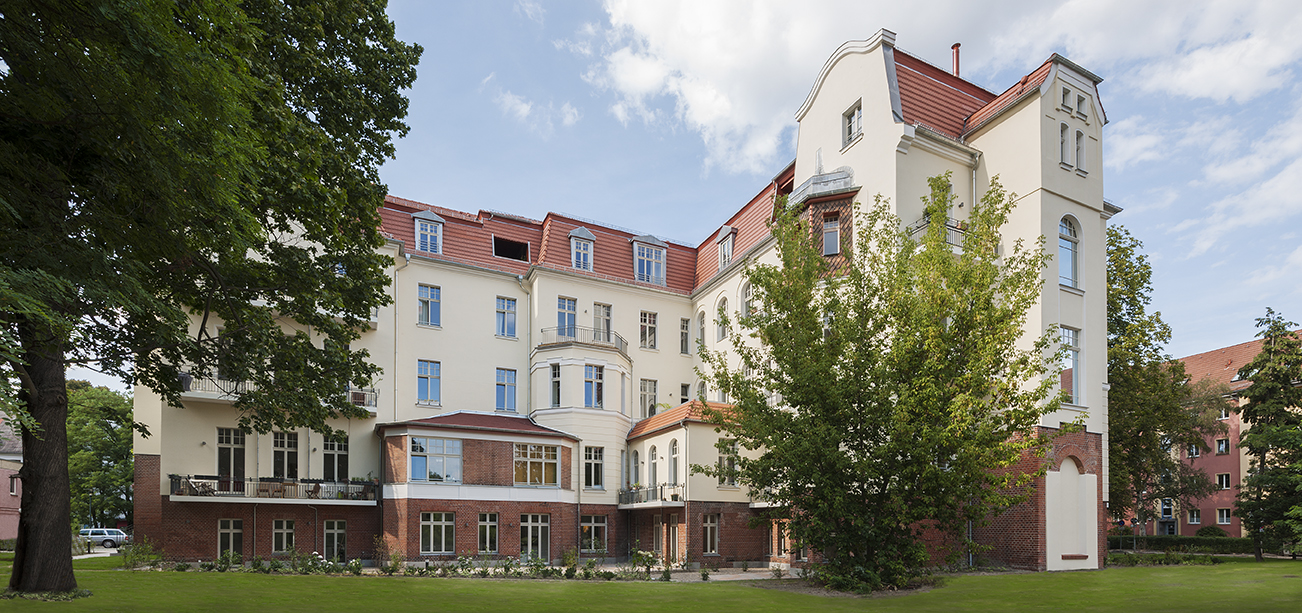
Ansicht vom Park nach der Sanierung, 2014.

Das Parksanatorium Pankow (auch Park-Sanatorium) ist ein ehemaliges Sanatorium im Berliner Stadtteil Pankow. Das Gebäude mit Parkanlagen wurde 1899 bis 1900 nach Plänen von Friedrich Kristeller und Hugo Sonnenthal in Formen des Neobarock und des Jugendstils errichtet und steht unter Denkmalschutz. Seit dem Abschluss von Sanierung und Umbau 2014 beherbergt das Parksanatorium Eigentumswohnungen.

## Geschichte

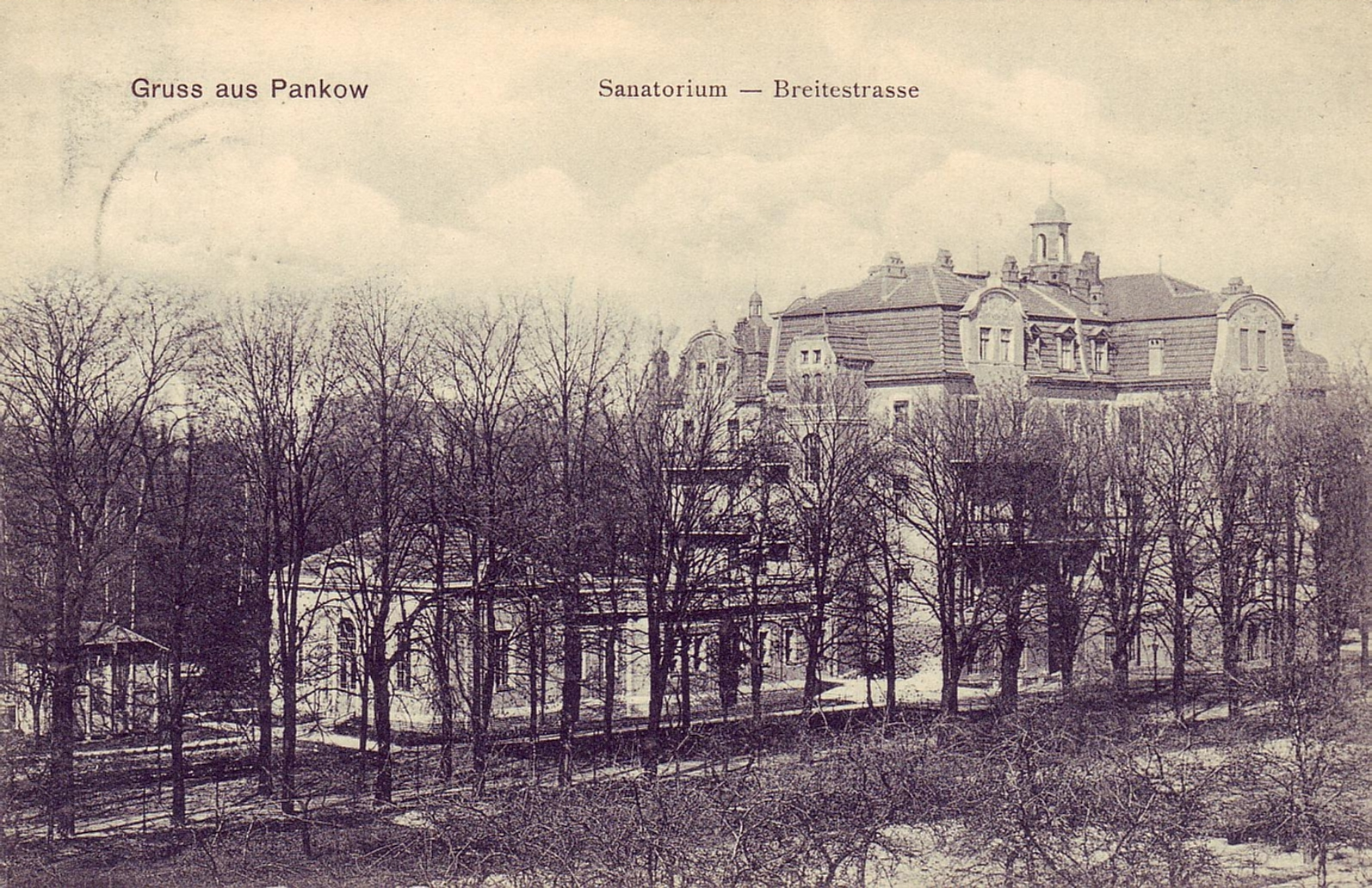
Das Sanatorium mit Badehaus und Park, um 1900.

### Sanatorium im Grünen
Das Gelände des Parksanatoriums gehörte ursprünglich zu einer klassizistischen Villa, in dem der Arzt Rudolf Gnauck 1884 ein Kurhaus für Nervenkranke eröffnete. Der damals noch selbständige Berliner Vorort Pankow galt wegen seines ländlichen Charakters als ideale Umgebung für die Behandlung körperlicher, psychischer und neurologischer Gebrechen. Ab den 1870er Jahren entstanden daher in Pankow mehrere Kliniken und Kureinrichtungen.
1899 bis 1900 ließ die neue Eigentümerin des Gnauck'schen Kurhauses, die Deutsche Immobilien-Syndikat GmbH, im weitläufigen Park der Anlage ein neues Sanatorium für Kurgäste und Reha-Patienten errichten. Die Pläne zeichneten Friedrich Kristeller (1860–1936) und Hugo Sonnenthal (1860–1948), die in Berlin ein gemeinsames Architekturbüro unterhielten. Den Patienten standen im angeschlossenen Badehaus verschiedene hydrotherapeutische Anwendungen zur Verfügung, darunter elektrische Wannen-, Glühlicht- und Lichtbogenbäder. Ein weitläufiger Park mit Gärtnerei und eine hauseigene Fotowerkstatt dienten der Freizeitbeschäftigung.
Ab 1906 leitete der Berliner Nervenarzt Adolf Blitz die Einrichtung. Nach neuerlicher Übernahme durch die Deutsche Immobilien-Syndikat GmbH folgten als Eigentümer der Arzt Max Bönniger (1917) und der Jurist Siegfried Rosenstock (1918). Der wirtschaftliche Niedergang nach dem Ersten Weltkrieg ließ die Kurgäste ausbleiben, so dass das Parksanatorium 1918 seine Pforten schließen musste. Von 1919 bis 1920 belegte eine Entbindungsklinik die Anlage.

### Fremdnutzungen und Verfall
Um 1920 zog das Finanzamt in das Parksanatorium ein; ein Teil des Gebäudes diente als Mietshaus. Zur DDR-Zeit nutzten die Volkspolizei, die VEB Baureparaturen Pankow und ein Kindergarten das ehemalige Wohngebäude und das Badehaus. 1990 zog das Sozialamt ein. Seit 2004 stand das Parksanatorium mehrere Jahre lang leer; die Bausubstanz litt unter Witterung und Vandalismus, der Park verwilderte.

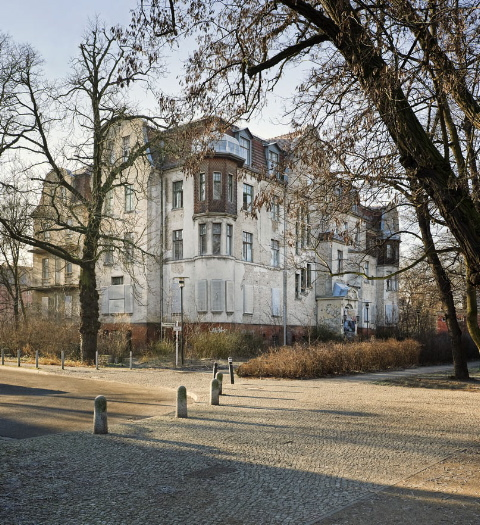
Das verfallene Parksanatorium, 2012.

### Umbau zu Wohnungen
Ab 2003 bezog man einen Teil des früheren Sanatoriumsgartens in den neu angelegten Bleichröderpark ein. 2007/2008 wurde das ehemalige Badehaus abgebrochen. 2011 erwarb die Nürnberger Terraplan-Gruppe, vertreten durch Dipl.-Kaufmann Erik Roßnagel, das Parksanatorium. Von 2013 bis 2014 wurde das Anwesen nach Plänen des Berliner Architekturbüros raumwandler.de zu 27 Eigentumswohnungen umgebaut.

## Architektur

### Malerische Gestaltung
Das Parksanatorium entstand am damaligen Rande Berlins inmitten lockerer Bebauung. „Das Sanatorium“, so beschrieben es die leitenden Ärzte Adolf Blitz und Bernhard Westheimer 1907, „liegt in dem schönsten Teile ‚Pankows‘, welches sich gerade hier durch die Nachbarschaft gartenreicher Villen alter Berliner Familien seinen ländlichen, villegiaturähnlichen Charakter bewahrt hat.“ Das Haus war von einem Landschaftsgarten mit alten Laubbäumen umgeben, der den Bewohnern als Rückzugsort und geschützter Ausschnitt der Natur zur Verfügung stand.
Im Unterschied zu älteren Bauten des Gesundheitswesens und in der für die Zeit um 1900 typischen Weise ist der Baukörper asymmetrisch gegliedert. Vorsprünge, Giebel, Gauben, Erker und helle Putzfassaden erzeugten einen malerischen Eindruck, der eine positive Wirkung auf die  Patienten und deren Wohlbefinden haben sollte. Die vom Neobarock und dem Jugendstil geprägte Formensprache von Bauteilen und Stuckdekor unterstützte diesen Effekt. Große Fenster ermöglichten auch den bettlägerigen Patienten den Ausblick ins Grüne. Die Wirtschaftsräume waren im Souterrain des Gebäudes untergebracht, um die Wohnbereiche möglichst ruhig zu halten.

### Sanierung
Im Rahmen der Sanierung ab 2013 mussten die stark beschädigten Putzfassaden zum großen Teil erneuert werden. Neben den instand gesetzten Gauben wurden vereinzelte Terrassen in das erneuerte Dach eingeschnitten. Die noch vorhandenen Stuckreliefs wie die Kartusche über dem Haupteingang wurden restauriert, die beschädigten Fenster nach historischem Vorbild erneuert. Die Ausstattung mit Holzvertäfelung, Deckenstuck und Bodenfliesen aus der Zeit um 1900 im Foyer des Hochparterres blieb erhalten und wurde aufgearbeitet.